# Pueblo adhola

El pueblo adhola (también conocido como jopadhola, padhola, badama o amor) es un grupo nilótico emparentado con  el pueblo luo. Eran pastores seminómadas que emigraron del sur de Sudán a los grandes lagos y formaron comunidades con agricultores bantúes. En el mundo contemporáneo se encuentran en muchas de las grandes ciudades de África Oriental integrados como trabajadores urbanos. En Uganda habitan en el sureste del país. En Kenia se establecieron en las regiones occidentales limítrofes a Uganda. Allí se les conoce como padhola. Hablan jopadhola idioma de origen nilótico occidental, también conocido como dhupahola o adhola. Aproximadamente cuentan con 649.000 hablantes, en Uganda (596.000) y en Kenia (53000).

## Idioma

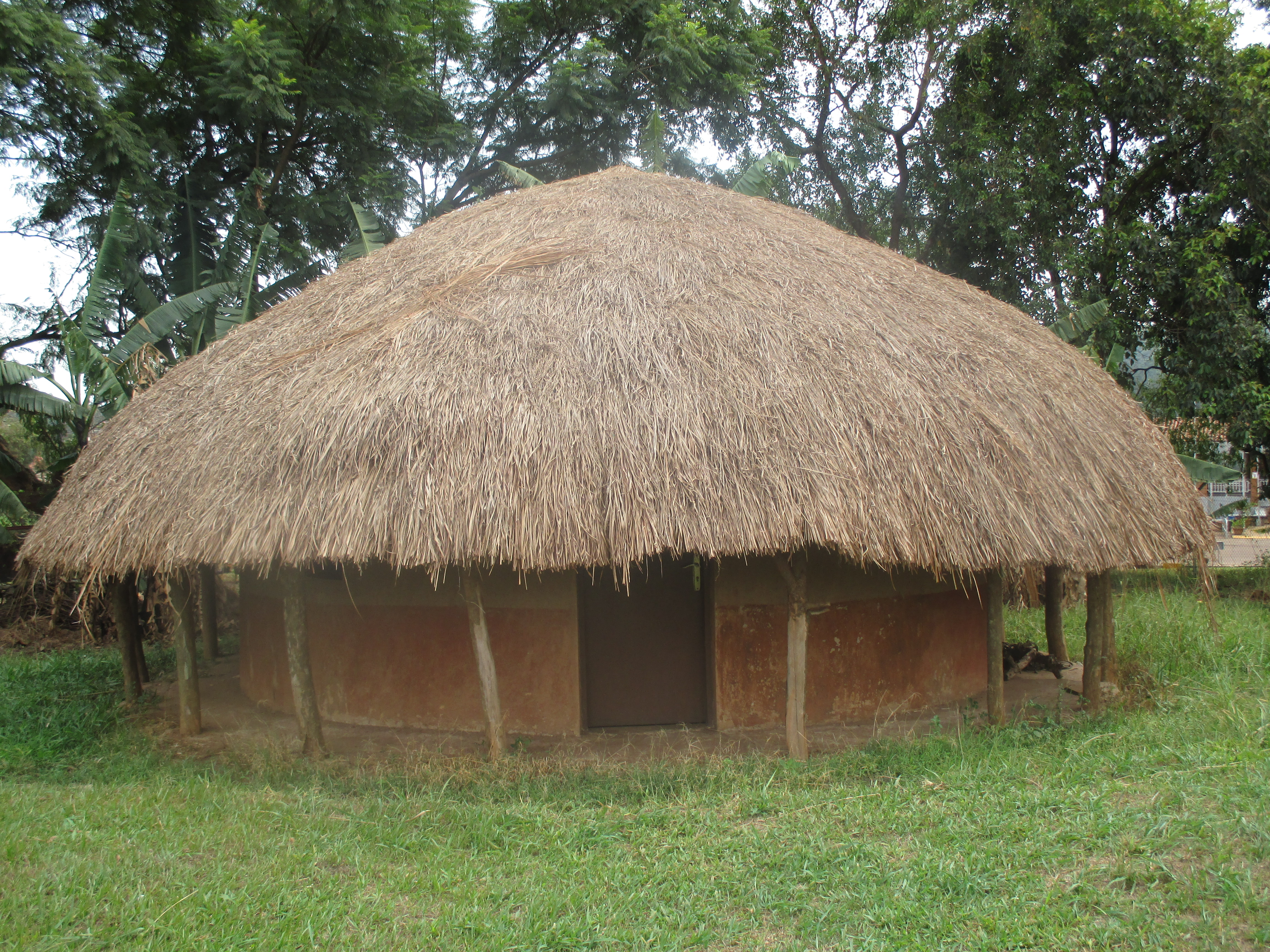
Vivienda tradicional del pueblo adhola

Hablan jopadhola (también conocida como dhupadhola o adhola), una lengua del grupo luo, que integra la familia nilótico occidental y que está relacionada con la del pueblo acholi. El jhopadhola posee 614.000 hablantes en Uganda y 53.000 en Kenia.

## Historia

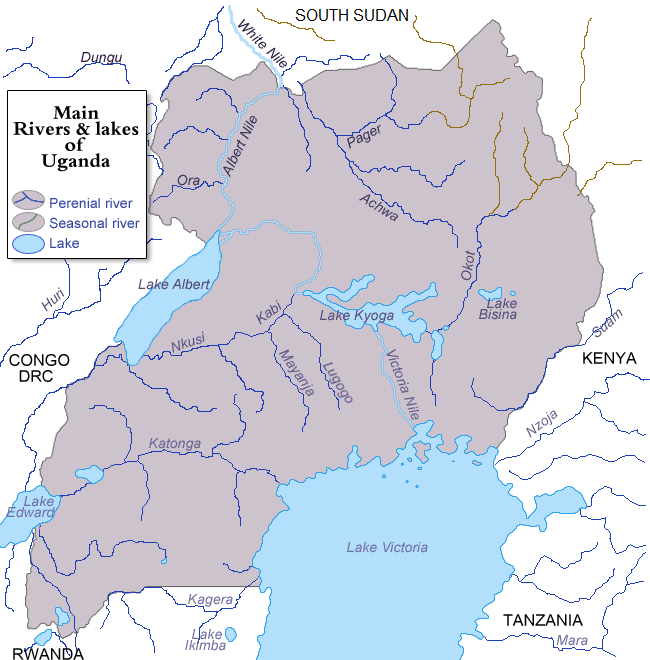
Red hidrográfica de Uganda

### Origen luo
Diversos estudios señalan el origen del pueblo adhola en una división de la etnia luo. La etnia luo estaba formada mayoritariamente por pueblos de pastores que se distribuían por las regiones de Bahr el Ghazal y el Nilo Blanco (Sudán). Los grupos luo emigraron en tres grandes oleadas hacia el sur presionados por la desertificación de sus territorios. La primera tuvo lugar en el siglo XV, la segunda en el siglo XVII y la tercera en una larga sucesión de migraciones hasta el siglo XIX.

### La tierra prometida
Los grupos luo buscaban una “tierra prometida” a la que llamaban “Padhola”. A ella entendieron llegar cuando arribaron a la zona boscosa al norte del lago Victoria y al este del lago Kyoga. Hallaron que era buena para la agricultura y una aparente alianza con pequeñas comunidades bantúes que integraron dio inicio a una cultura agrícola de la que carecían los luo. Aparentemente la identidad o nombre adhola que tomará esta rama de los luo se debe al nombre del jefe que lideró el éxodo.
Procedieron a talar los montes para ganar tierras de cultivo y un número importante de personas decidió asentarse en la región, identificándose con adhola o padhola. Padhola era el nombre de la tierra prometida por su deidad, o el nombre que por aquel tiempo era conocida por los habitantes de la región de los lagos.
La sedentarización trajo cambio en la vida cotidiana de los clanes. Comenzó un desarrollarse un fuerte vínculo con la tierra que obligó a adaptar la organización social, política y religiosa a la de un pueblo agricultor.
Los adhola que se asentaron en los bosques al oeste del monte Elgon, tenían un sistema de organización social y política basado en el linaje, al igual que los luo kenianos.
Por mucho tiempo se mantuvieron poblados sin matrimonios interétnicos con los bantúes. Los historiadores difieren en calificar al pueblo adhola como “emparentado” con el pueblo luo, o directamente como una rama de este último. Lo que en ambos casos se enfatiza la herencia cultural recibida del luo por los adhola.

### Nuevas migraciones
En el siglo XVII dejaron la región de Pakwac-Pawir, al noreste del lago Alberto donde convivieron y asimilaron parte de la cultura del pueblo nyoro. Emigraron en dirección a la región de Budola, en Busoga oriental, en el este de Uganda.
En la segunda mitad del siglo XVII un grupo de adholas cruzaron a la actual Kenia donde se instalaron y adoptaron el nombre padhola. Por eso en la frontera entre Uganda y Kenia existen comunidades del mismo grupo étnico pero unos identificados como adhola, otros como padhola y también existe una pequeña comunidad con el nombre amor. Este pueblo amor fue integrado por los padhola cuando se instalaron en Kenia. Aparentemente a lo largo del tiempo fueron absorbiendo o integrando pueblos nilóticos y bantúes que llegaban a los territorios dominados por adholas o padholas. Se piensa que esas migraciones de pequeñas comunidades se debían a una presión demográfica que en otras regiones cercanas estaban ejerciendo pueblos en expansión como el teso, incluso por la necesaria dispersión de entidades étnicas grandes como los samia.
En el período de instalación es sus nuevos territorios se enfrentaron al pueblo gusi, con quien finalmente llegaron a una paz estable. En la década de 1650 tuvieron enfrentamientos con los masái en la región ugandesa de Tororo.
Un número importante de clanes adhola abandonaron Pakwac-Pawir y se unieron a grupos del pueblo owiny en Kabemaraido. Amor era uno de sus jefes. El clan Amor se formó más tarde como una nueva escisión del pueblo Padhola .

## Sociedad

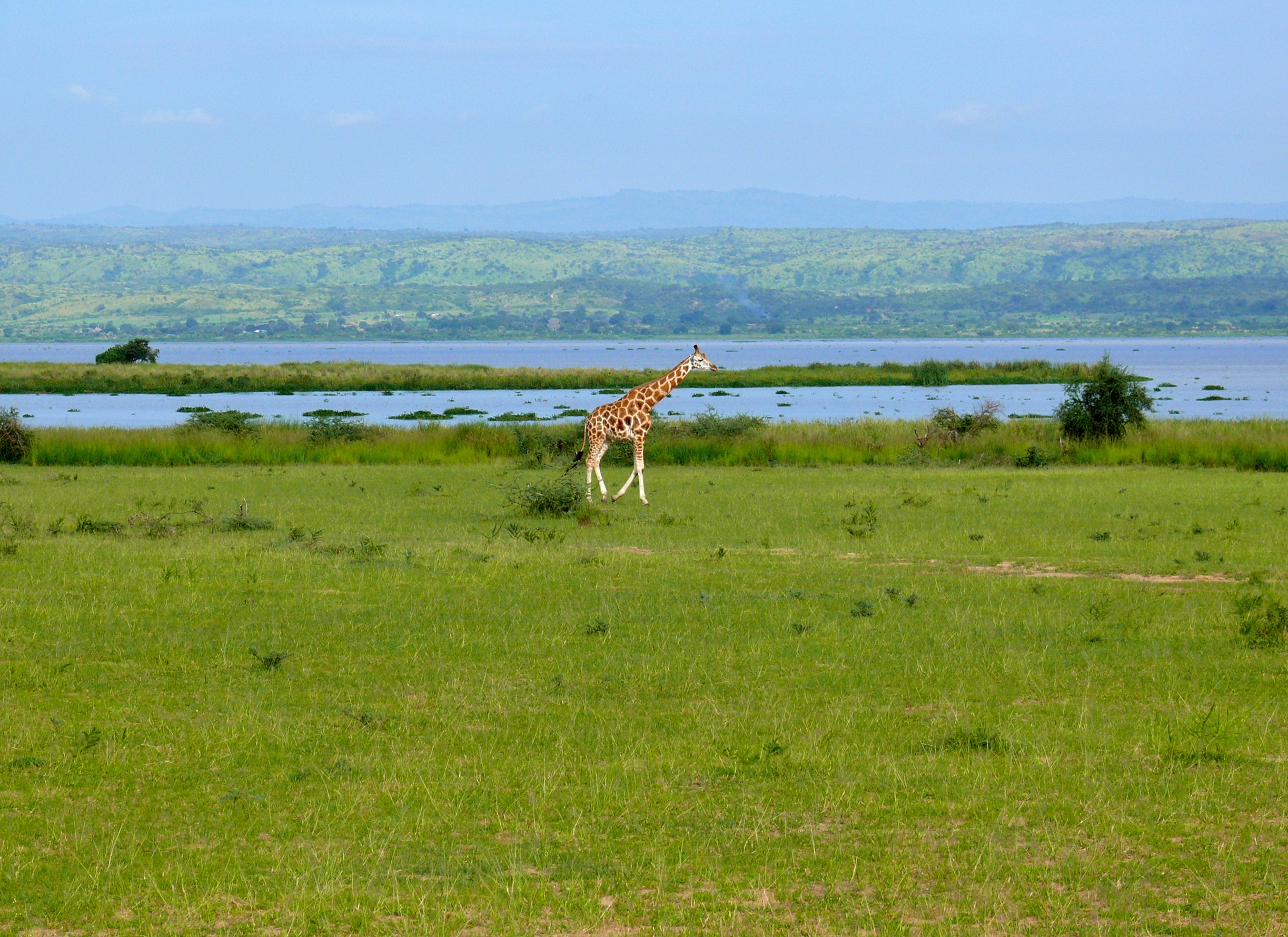
Paisaje del Lago Alberto. Jirafa.

Loa adhola  están dirigidos por consejos de ancianos y un jefe militar (emuron) con amplios poderes. Por su parte los padhola se organizan en 31 clanes exógamos sin una autoridad centralizada, aunque se ha detectado la sumisión o adhesión de algún clan a jefes de etnia bantú. La mitad de esos clanes nacen de la unión con otros grupos nilóticos occidentales, el resto recibió integrantes de los pueblos vecinos como los teso, gwere y soga.
Viven en poblados y se estructuran en grupos de edad. Aparentemente la estructuración social en grupos de edad fue una influencia del pueblo teso sobre los padhola.
La posesión de ganado era la mayor riqueza. Tenía la ventaja de ser almacenable y reproducible. Con ella se podían ganar clientes políticos o adquirir mujeres sin intercambiar parientes femeninos. El ganado otorgaba a sus poseedores una ventaja demográfica decisiva.

## Economía

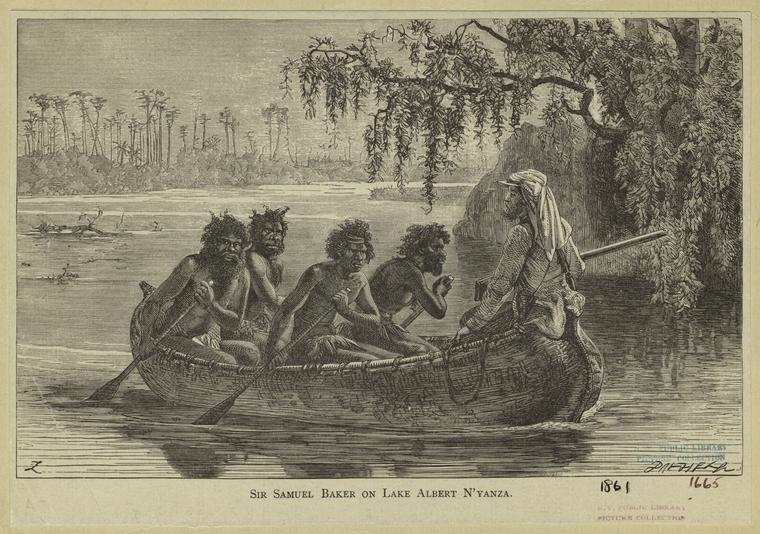
Sir Samuel es transportado por personas nativas en una exploración por el Lago Aberto (ilustración de 1861)

Los adhola que habitan en zonas fértiles cultivan mijo, maíz y hortalizas. Esta actividad agrícola es ampliada en algunas comunidades con plantaciones de café, caña de azúcar y algodón.
Crían vacunos, ovejas y cabras. En los padhola como en prácticamente todas las sociedades pastoriles el ganado es importante para la traición ritual y como símbolo de poder que se manifiesta en todos los ámbitos de la vida. Complementan su economía con la pesca.

## Religión
La tradición religiosa está caracterizada por el culto a los ancestros. Existen altares consagrados a los mismos dentro de los poblados llamados kuni. También existió algún tipo de ceremonia o ritual común a todos los padhola en un altar común, ya desaparecido.
La espiritualidad padhola fue enriquecida a lo largo del tiempo con las de otros grupos que se fueron integrando a sus comunidades. Se destaca notablemente la del pueblo gwere.Los curanderos son los encargados de las funciones religiosas. Nyasi es la divinidad mayor a la que según la tradición sólo se recurre en caso de extrema necesidad.

## Subgrupos

### Pueblo amor
Son de origen luo. Se establecieron en zonas de Kenia occidental. Al llegar la rama de los adhola que ingresó en estos territorios (padhola) se integró a ellos completamente. La asimilación se estableció en la segunda mitad del siglo XVII.
Sus símbolos más distintivos son el tambor real, una lanza sagrada y el tótem cefalofonte.

### Pueblo jok’omolo
Se separó de los padhola. Se estableció en la zona de Nyanza, Ruanda, aproximadamente al mismo tiempo que el jok’owiny, en una marcha a través de Busoga e Ibanda (Uganda), antes de ocupar partes de Samia y Central Nyanza.